# Smittoidea ornatipectoralis
Smittoidea ornatipectoralis is een mosdiertjessoort uit de familie van de Smittinidae. De wetenschappelijke naam van de soort is voor het eerst geldig gepubliceerd in 1956 door Rogick.